# Fritz Fromm
Fritz Fromm   (Hannover, 12 d'abril de 1913 - Hannover, 13 d'octubre de 2001) fou un jugador d'handbol alemany que va competir durant la dècada de 1930.
El 1936 va prendre part en els Jocs Olímpics de Berlín, on guanyà la medalla d'or en la competició d'handbol.